# 布魯郡政府
布魯郡（英語：Shire of Bulloo）是澳大利亞昆士蘭州遠西南部的地方政府區域，主要產業與產品為羊毛、牛肉、蛋白石、石油與天然氣；與南澳州和新南威爾斯州接壤。